# Orthotrichum affine
Orthotrichum affine là một loài Rêu trong họ Orthotrichaceae. Loài này được Schrad. ex Brid. mô tả khoa học đầu tiên năm 1801.

## Hình ảnh

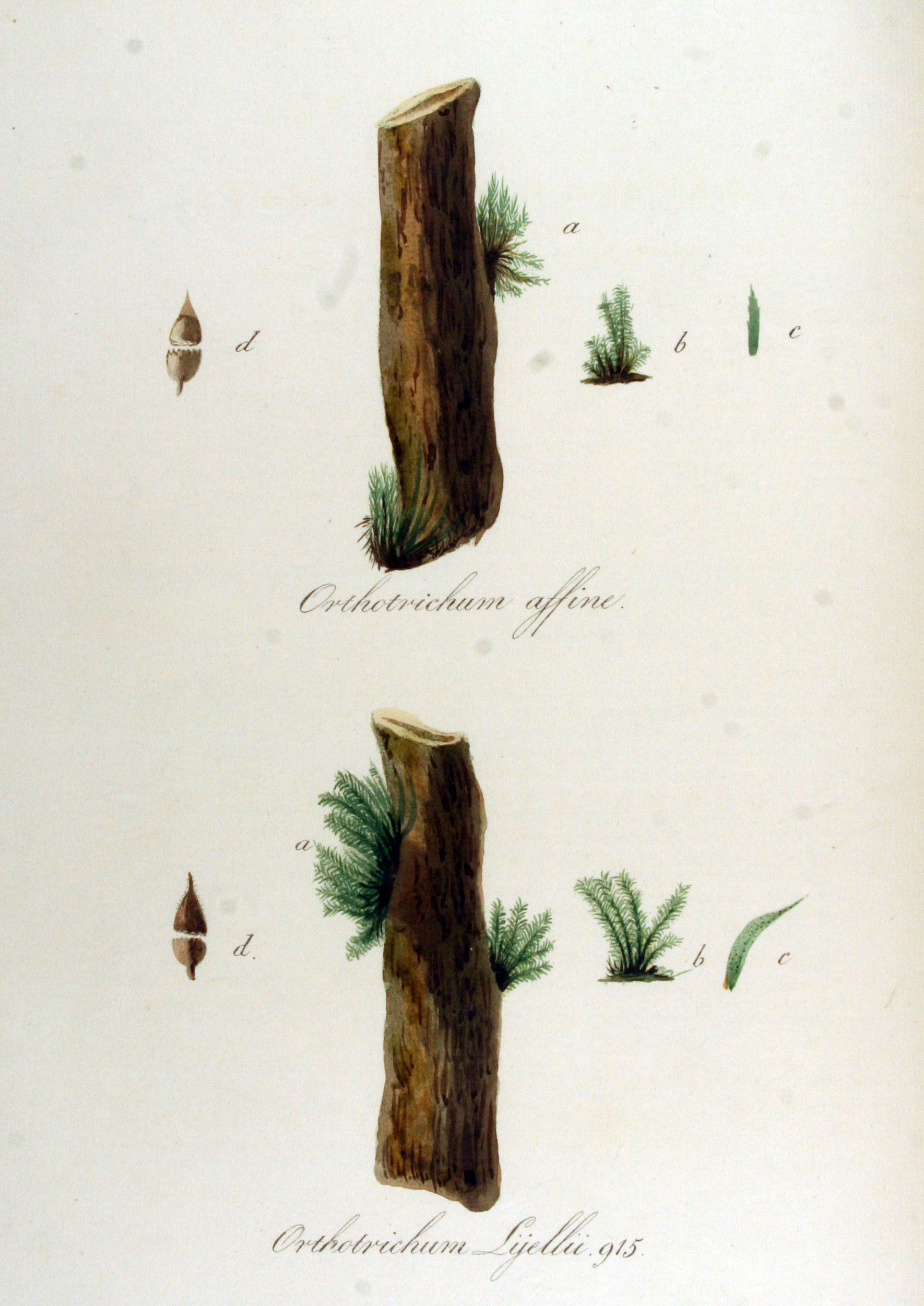
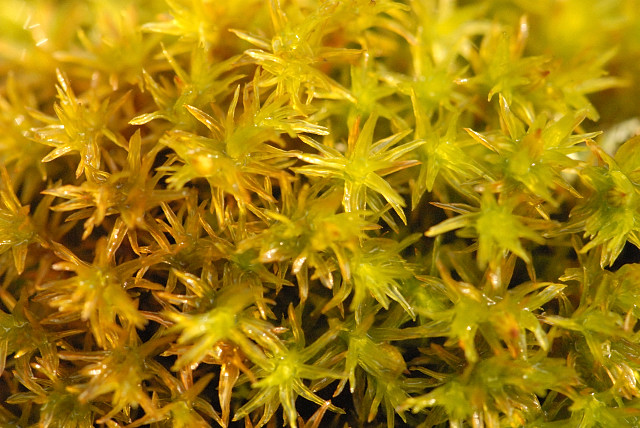
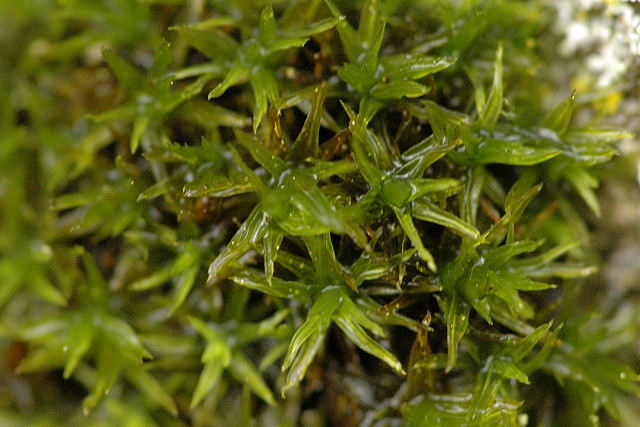